# 布萊恩·佩萊
布萊恩·佩萊（法語：Bryan Pelé；1992年3月25日—）是一位法國足球運動員。在場上的位置是左邊鋒。他現在效力於法國足球乙級聯賽球隊布雷斯特足球俱樂部。他是在2015年1月加盟布雷斯特的。